# La Geria
La Geria este o arie protejată (arie de protecție specială avifaunistică — SPA) din Spania întinsă pe o suprafață de 15.324,09 ha, integral pe uscat.

## Localizare
Centrul sitului La Geria este situat la coordonatele 29°00′06″N 13°43′19″W / 29.0017°N 13.722°V.

## Înființare
Situl La Geria a fost declarat arie de protecție specială avifaunistică în octombrie 2022 pentru a proteja 14 specii de animale.

## Biodiversitate
Situată în ecoregiunea , aria protejată nu include niciun habitat protejat.
La baza desemnării sitului se află mai multe specii protejate de  păsări (14): Bucanetes githagineus, Bulweria bulwerii, pasărea ogorului (Burhinus oedicnemus), Calonectris borealis, prundăraș de sărătură (Charadrius alexandrinus), Chlamydotis undulata, Cursorius cursor, egretă mică (Egretta garzetta), șoim călător (Falco peregrinus), piciorong (Himantopus himantopus), Hydrobates castro, vultur egiptean (Neophron percnopterus), Puffinus lherminieri, călifar roșu (Tadorna ferruginea).